# Helwin Peter
Helwin Peter (ur. 18 lipca 1941 w Oberthalu) – niemiecki polityk i działacz związkowy, deputowany do Bundestagu, poseł do Parlamentu Europejskiego III i IV kadencji.

## Życiorys
Z zawodu elektryk. Był etatowym działaczem związkowym. W 1963 zaangażował się w działalność polityczną w ramach Socjaldemokratycznej Partii Niemiec. W 1974 objął mandat posła do Bundestagu VII kadencji w miejsce zmarłego deputowanego Güntera Slotty. Wykonywał go również w kolejnej kadencji do 1980. W latach 1989–1999 sprawował mandat eurodeputowanego, zasiadając we frakcji Partii Europejskich Socjalistów. Pozostał działaczem SPD, która w 2013 uhonorowała go z okazji pięćdziesięciolecia członkostwa w partii.